# シェルター (テレビドラマ)
シェルター（原題：Harlan Coben's Shelter）は、アメリカ合衆国のミステリー・ドラマテレビシリーズ。ハーラン・コーベンのミッキー・ボライターシリーズ『シェルター』を原作とし、ジェイデン・マイケルがミッキーを演じる。
2023年8月18日にAmazon Prime Videoで公開された。

## あらすじ
突然の父の死後、ミッキー・ボライターはニュージャージー州カッセルトンで新たな生活を始める。
転校して間もなく、同じ日に転校してきたアシュリー・ケントが失踪し、事件の謎を追いかける内に、郊外の町に潜む巨大な闇に迫っていく。

## 登場人物
※括弧内は日本語吹替。

### メイン
- ミッキー・ボライター：ジェイデン・マイケル（英語版）
- シーラ・ボライター：コンスタンス・ジマー（英語版）
- アーサー・”スプーン”・スピンデル：エイドリアン・グリーンスミス（石毛翔弥[2]）
- イマ・ウィンズロー：アビー・コリガン
- レイチェル・コールドウェル：セージ・リンダー
- トロイ・テイラー：ブライアン・アルテマス（宮崎遊）
- ケン・テイラー署長：リー・アーロン・ローゼン
- サングラスの男：ハンター・エメリー

### リカーリング
- バット・レディ：トーヴァー・フェルドシュー
- ハンナ・テイラー：ミッシー・パイル
- バック・レナ：アントニオ・チプリアーノ（英語版）
- ミッキーの父親を助けた救命士：ルーク・マリンコヴィッチ
- フリードマン先生：ディディ・コン
- ホイットニー・レナ：アレクサ・マレカ
- アシュリー・ケント：サマンサ・バグリアロ
- タコの刺青の男：マヌエル・ウリザ
- ブラッド・ボライター：クリストファー・ポラーハ
- 刺青アーティストのエージェント：ブランドン・カリー
- アンジェリカ・ワイアット：ステファニー・マーチ（英語版）

### ゲスト
- キティ・ボライター：ナーシー・レジーナ
- アレン・ボライター：ピーター・リーガートー
- エレン・ボライター：エイドリアン・バーボー
- アーサー・スピンデル・シニア：ダスティン・チャールズ
- キャンディー：ソフィア・アドラー
- ミスターV：ジェフリー・カンター（英語版）

## エピソード
| 通算 話数 | シーズン 話数 | タイトル                                       | 監督                   | 脚本                                                         | 公開日        |
| --------- | ------------- | ---------------------------------------------- | ---------------------- | ------------------------------------------------------------ | ------------- |
| 1         | 1             | "消えた転校生" "Pilot"                         | パトリシア・カルドーゾ | ハーラン・コーベン & シャーロット・コーベン & エド・デクター | 2023年8月18日 |
| 2         | 2             | "不可解なタトゥー" "Catch Me If U Can"         | エドワード・オルネラス | シャーロット・コーベン                                       | 2023年8月18日 |
| 3         | 3             | "ロッカーの秘密" "The Dirt Locker"             | クリスティーナ・チョー | ニッキー・レナ                                               | 2023年8月18日 |
| 4         | 4             | "オーディション" "Phantom Threads"             | クリスティーナ・チョー | シャーロット・コーベン                                       | 2023年8月25日 |
| 5         | 5             | "イマの秘密" "See Me Feel Me Touch Me Heal Me" | デボラ・カンプマイアー | アルフレード・バリオス・Jr                                   | 2023年9月1日  |
| 6         | 6             | "潜入" "Candy's Room"                          | デボラ・カンプマイアー | アレン・マクドナルド                                         | 2023年9月8日  |
| 7         | 7             | "救出作戦" "Sweet Dreams Are Made of This"     | エドワード・オルネラス | アルフレード・バリオス・Jr                                   | 2023年9月15日 |
| 8         | 8             | "たどりついた真相" "Found"                     | エドワード・オルネラス | ハーラン・コーベン & シャーロット・コーベン                  | 2023年9月22日 |

## 製作
2021年4月19日、Amazonスタジオがハーラン・コーベンのヤングアダルト小説『シェルター』（ミッキー・ボライター3部作の1作目）を原作とするパイロット・エピソードを発注し、MGMがシリーズ全作品の権利を獲得し、エド・デクターがショーランナーを務めると報じられた。
2021年9月23日、ジェイデン・マイケルが主役に抜擢され、デクターがシリーズを降板し、コーベンがショーランナーを務めることになったと発表された。2021年10月5日、コンスタンス・ジマーがミッキーの叔母シーラ・ボライター役で出演することが発表された。2021年10月27日、エイドリアン・グリーンスミス、アビー・コリガン、セージ・リンダーの出演が発表された。パイロット版の脚本はハーラン・コーベンとシャーロット・コーベンが、監督はパトリシア・カルドーゾが務めた。ニュージャージー州で行われた撮影は2021年末に終了した。
2022年3月15日、Amazonスタジオが本作のシリーズ化を希望し、MGMテレビジョンとともに製作されることが発表された。同シリーズは、2022年の夏から秋にかけて、主にニュージャージー州カーニーで撮影された。ハーランとアレン・マクドナルドが共同ショーランナー兼製作総指揮を務め、さらにエドワード・オルネラス、エリック・バーマック、パトリシア・カルドーゾが製作総指揮、シャーロット・コーベンがプロデューサーを務めた。

## 公開
第1話は2023年6月16日にモンテカルロ・テレビ祭で上映された。シリーズの最初の3エピソードは2023年8月18日にAmazon Prime Videoで配信され、2023年9月22日の最終話まで毎週金曜日に配信された。

## 評価

### 批評家の反応
批評集積サイトRotten Tomatoesにおいて、シーズン1では25件の批評家レビューがあり、支持率88%で、平均点は6.5/10となっている。批評家の総意は「成熟したミステリーを軽妙なタッチで描き出す『シェルター』には夢中にさせるものがあり、ハーラン・コーベンの作品を軽快に翻案している。」としている。Metacriticでは、13件の批評家レビューがあり、加重平均値は65/100となっている。